# Enfrentamientos aéreos de la Guerra del Golfo
En la Guerra del Golfo de 1990-1991, cuando intervino la Coalición, se enfrentaron a la cuarta fuerza aérea más grande del mundo para combatir. En los primeros días de la guerra, ocurrieron muchos enfrentamientos aire-aire, en los que los interceptores iraquíes atacarían aviones de la Coalición. Esta es una lista de todos los enfrentamientos aire-aire conocidos que ocurrieron durante toda la campaña aérea de la Guerra del Golfo.

## Guerra del Golfo Pérsico

### 17 de enero de 1991

#### F/A-18 de la USN vs. MiG-25 de la IRAF
Poco después de que comenzara la campaña aérea de la Coalición, diez F/A-18C Hornets de la Armada de los Estados Unidos del portaaviones USS Saratoga estaban en una misión dirigida a radares iraquíes cuando el líder de vuelo, el Cdr. Mike Anderson, vio lo que creía que era un interceptor MiG-25PD "Foxbat" iraquí despegando. El MiG fue pilotado por el teniente coronel Zuhair Dawoud, que había sido revuelto a las 0238 horas. para interceptar la formación Hornet. Aunque Anderson estaba seguro de que el avión que había visto subir era hostil, el controlador AWACS le negó el permiso para disparar, ya que no pudieron verificar que el avión fuera iraquí. Anderson bloqueó su radar en Dawoud, quien respondió ejecutando un giro defensivo. Los dos se rodearon el uno al otro mientras Anderson esperaba la autorización de disparo, pero Dawoud apagó los postquemadores de su avión, haciendo que Anderson lo perdiera de vista y huyó hacia el este. Dawoud luego reanudó su intercepción, y desde una distancia de 29 km, disparó un misil Bisnovat R-40 contra el último F/A-18C en la formación, volado por el teniente Cdr. Scott Speicher. A las 0250, el misil impactó el F/A-18C de Speicher. Speicher se eyectó, pero no sobrevivió. Otros miembros de la formación de Speicher presenciaron la explosión, pero no estaban seguros de que la había causado. Más tarde descubrieron que Speicher y su avión estaban desaparecidos, y dedujeron que había sido derribado por el MiG.

#### F-15C de la USAF vs MiG-29 de la IRAF
En la noche de apertura de la guerra, los F-15C Eagles de la Fuerza Aérea de los Estados Unidos (USAF) tenían la tarea de barrer a los combatientes iraquíes, formando un muro protector para los aviones de la coalición que abandonaban el espacio aéreo iraquí. Participaron dos vuelos de cuatro aviones del 58º Escuadrón de Caza Táctico, bajo los indicativos 'Citgo' y 'Penzoil'. Este último vuelo consistió en Capts. Rick "Kluso" Tollini, Larry Pitts, Jon Kelk y Mark Williams. Aproximadamente a las 0305 horas, AWACS alertó a los vuelos F-15, aun formándose sobre Arabia Saudita, que los cazas iraquíes estaban en el aire. Los F-15 empujaron hacia el norte, y fueron vectorizados hacia los cazas iraquíes. Mientras volaba más lejos en el espacio aéreo iraquí, Kelk detectó un contacto en el radar, a unas 35 millas de él. El contacto se bloqueó en Kelk. Una vez que Kelk pudo verificar que el contacto era un enemigo, lanzó un misil AIM-7 Sparrow y realizó maniobras evasivas mientras liberaba chaff para confundir el radar enemigo. Cuando los dos aviones se acercaron a 10 millas, Kelk observó un destello de luz púrpura-blanco que duró unos segundos. La inteligencia concluyó más tarde que Kelk había derribado un Mikoyan MiG-29 iraquí. Así se convirtió en el primer piloto estadounidense acreditado con una muerte en el F-15. 

#### F-15C y EF-111A de la USAF vs Mirage F1EQ de la IRAF
El vuelo 'Citgo' tenía la tarea de patrullar a los combatientes iraquíes en las cercanías de la Base Aérea de Mudaysis, así como en los aeródromos H-2 y H-3. El líder del vuelo, el capitán Rob Graeter, notó que tres aviones despegaban y subían mientras se acercaba a Mudaysis. Graeter descendió desde su altitud de 30,000 pies hasta mediados de los 20,000. Una vez que verificó la identidad de uno de los contactos, disparó un AIM-7, desde una distancia de aproximadamente 10 millas. Vio el misil detonar y derribar el avión iraquí, un Mirage F1EQ, y vio los restos golpear el suelo. Poco después, mientras buscaba el otro Mirage, vio otro avión golpear el suelo y explotar.
Aproximadamente al mismo tiempo, un EF-111A Raven "Spark Vark" de la USAF, volado por el piloto Capitán James Denton y el Oficial de Guerra Electrónica (EWO) Capitán Brent Brandon, estaba en una misión de guerra electrónica por delante de un grupo de aviones en una carrera de bombardeo. Pasaron entre los aeródromos H-2 y H-3. Un Mirage iraquí los persiguió, y cuando Denton realizó un giro evasivo a la izquierda, Brandon vio un misil entrante. Denton retrocedió hacia la derecha, dispensando chaff y causando que el misil fallara. Mientras volaban cerca del suelo del desierto, la tripulación del Raven afirma que vieron el Mirage estrellarse, delante de ellos y a la derecha. Denton y Brandon fueron galardonados con la Cruz de Vuelo Distinguido. Sin embargo, su relato es disputado, porque un Al-Jabbouri, un piloto de Mirage F1 confirmado como vivo justo antes de la Guerra de Irak de 2003, afirmó que un EF-111 se estrelló contra el suelo mientras intentaba evadir un misil que había disparado.
Algunas fuentes creen que la explosión que la tripulación del Raven vio fue el segundo Mirage que Graeter había visto caer, pero en una entrevista para las Unidades F-15C en Combate, Graeter no recordaba ningún EF-111 en el área. Se le atribuyó una segunda muerte. Tanto los relatos estadounidenses como los iraquíes del enfrentamiento entre el EF-111 y el Mirage fueron disputados por un artículo en la publicación "War is Boring". 
Mientras tanto, el capitán Steve Tate dirigió el vuelo 'Quaker', un grupo de cuatro F-15C que protegían aviones de ataque en el este. Mientras él y su compañero patrullaban a 10,000 pies alrededor de la Base Aérea Al Jawah, Tate detectó un avión a unas 16 millas de él. Cuando se acercó a 12 millas, Tate verificó que el contacto era un F1 iraquí y lanzó un AIM-7. El Mirage no maniobró, y Tate vio el Mirage explotar y los restos en llamas caer. 
F-15E de la USAF vs MiG-29 de la IRAF
En la noche de apertura de la guerra, dos MiG-29 iraquíes intentaron participar en un vuelo de F-15E Strike Eagles de la USAF. Uno de los MiG se estrelló mientras volaba a baja altitud, pero el otro MiG siguió adelante. Uno de los F-15E disparó un AIM-9 Sidewinder cuando el MiG lo encerró, pero falló. Varios otros F-15E intentaron simultáneamente atacar al solitario MiG-29, pero no pudieron matar. Un F-15E en realidad estaba volando más allá del avión iraquí y maniobró para matar, pero el piloto dudó en disparar porque no estaba seguro de la ubicación de sus compañeros y porque no obtuvo un buen tono del misil Sidewinder. 
F-15C de la USAF vs. MiG-25 de la IRAF
Dos MiG-25 de IQAF dispararon misiles contra un grupo de F-15C que escoltaban un bombardeo en Irak. Los F-15C evadieron los misiles y los persiguieron, pero se vieron obligados a rendirse cuando los MiG los superaron. Habían disparado un total de diez misiles contra los MiG. [cita requerida]
F-111 de la USAF vs. MiG-23 de la IRAF
Un MiG-23 iraquí disparó un misil Vympel R-24T contra un F-111 Aardvark en un bombardeo y anotó un golpe, aunque el bombardero regresó a salvo a la base. Otro incidente similar ocurrió con el mismo interceptor iraquí varios minutos después, este F-111 también regresó a la base a pesar del grave daño al avión. Este es el único éxito de Irak en la Guerra del Golfo usando MiG-23. 
USN F/A-18 vs. MiG-21 de la IRAF
Cuatro F/A-18C de VFA-81 'Sunliners' estaban en una misión para atacar el aeródromo H3. Mientras estaban en ruta, un avión E-2C Hawkeye AEW les alertó de la presencia de dos MiG-21 iraquíes. El teniente Cdr. Mark Fox rápidamente se fijó en uno de los MiG y lanzó un AIM-9 Sidewinder. Fox perdió de vista el misil y lo siguió con un AIM-7. El AIM-9 derribó el MiG, con el AIM-7 golpeando los restos que caían. Pilotando otro de los F/A-18 estaba Nick Mongillo, quien derribó el otro MiG con un AIM-7. En cuarenta segundos, los F/A-18 habían derribado ambos MiG sin deshacerse de sus bombas. 
F-15C de la USAF vs. MiG-29 de la IRAF
En la tarde del 17 de enero, se lanzó un gran paquete de ataque de la USAF para atacar aeródromos iraquíes y una instalación de investigación de guerra química y biológica. El capitán Chuck Magill, un piloto de intercambio del Cuerpo de Marines de los Estados Unidos dirigió un grupo de F-15C para proteger a la fuerza de ataque. Después de que entraron en el espacio aéreo iraquí, el vuelo de Magill fue informado de dos MiG-29 iraquíes patrullando a baja altitud y velocidad, al suroeste del área objetivo. A medida que se acercaban a unas 40 millas de los MiG, los misiles tierra-aire iraquíes (SAM) dispararon contra los F-15, interrumpiendo la persecución de los F-15, pero no alcanzaron a ninguno de ellos. A medida que los F-15 se acercaban, los MiG subieron y aceleraron hacia ellos. Debido a que los MiG estaban muy espaciados, los pilotos de F-15 tuvieron dificultades para clasificarlos. Como resultado, el capitán Rhory Draeger disparó un AIM-7 al MiG en el lado opuesto de él, y cruzó sobre el avión de Magill. Magill disparó un AIM-7 contra el otro MiG, pero el misil parecía estar fuera de curso, por lo que siguió con un segundo misil. Cuando se acercaron a 7 millas, los pilotos de F-15 avistaron los MiG. El misil de Draeger alcanzó su objetivo en la cabina. El primer misil de Magill golpeó al otro MiG desde abajo, en el área del ala, y el segundo golpeó los restos que caían.

### 19 de enero de 1991

#### F-15C USAF vs. MiG-25 IRAF
El capitán Rick "Kluso" Tollini dirigió un vuelo de F-15 asignados para proteger a los F-15E de la USAF, con los mismos hombres con los que había volado el 17 de enero. Cuando el vuelo se reabasteció de combustible desde un camión cisterna, AWACS les advirtió de los combatientes iraquíes a 60 millas al norte de ellos. Cuando los F-15 se acercaron a un par de MiG-29, detectaron dos aviones iraquíes más al norte, siguiendo al primer grupo. Tollini sospechaba que los iraquíes estaban tendiendo una trampa. Cuando el primer grupo se alejó, su vuelo intentó atacar el segundo vuelo, que consistía en dos MiG-25. Sin embargo, cuando Tollini y el capitán Kelk se fijaron en los dos MiG-25, a unas 30 millas de distancia, los MiG inmediatamente giraron y descendieron, y los pilotos de F-15 perdieron la pista de ellos por completo. Finalmente, Pitts vio uno de los MiG volando a baja altura de izquierda a derecha. Realizó un giro split-S, poniéndolo detrás del MiG, y soportando 12 Gs en el proceso. Con el F-15 de Pitts muy cerca, el piloto iraquí comenzó a girar. Pitts gastó varios misiles antes de finalmente derribar el MiG con un AIM-7. 
Mientras tanto, el capitán Williams localizó el segundo MiG, a 8 millas al sur de los F-15. Tollini se posicionó detrás del avión, pero no estaba seguro de si era el MiG o un F-15. Al notar la llama del postquemador del avión, Tollini ordenó a los otros miembros de su vuelo que apagaran sus postquemadores. El avión frente a Tollini no lo hizo, y al ver los pilones de misiles debajo de sus alas, se aseguró de que era el MiG. Lanzó un AIM-7 que explotó debajo del MiG y causó que se desintegrara.

#### Tornado GR.1 de la RAF vs. MiG-29 de la IRAF
Algunas fuentes han afirmado que un Tornado GR1 (ZA467) de la Royal Air Force tripulado por los líderes del escuadrón Gary Lennox y Adrian Weeks fue derribado el 19 de enero por un misil R-60MK (nombre de informe de la OTAN: AA-8 Aphid) disparado desde un MiG-29 iraquí pilotado por Jameel Sayhood, sin embargo, este avión se registra oficialmente como estrellado el 22 de enero en una misión a Ar Rutbah.

#### F-15C USAF vs. MiG-29 IRAF
Cuando los aviones de ataque de la coalición volaron de regreso hacia Arabia Saudita, solicitaron apoyo de combate para garantizar que los aviones iraquíes no los persiguieran. Como el vuelo de Tollini también regresaba a la base, la tarea recayó en un vuelo de F-15 dirigido por el capitán César Rodríguez, protegiendo AWACS y aviones cisterna sobre el espacio aéreo saudita. Rodríguez y el capitán Craig Underhill se separaron del grupo y volaron a Irak.  Detectaron dos MiG-29 en las cercanías del aeródromo H-2, pero los MiG se separaron de los F-15, aparentemente tratando de atraerlos hacia SAM alrededor de Bagdad. Los F-15 se alejaron de la amenaza SAM, pero AWACS llamó a otro contacto a  millas de ellos. Los F-15 se volvieron para enfrentar la amenaza, que se fijó en el avión de Rodríguez. Underhill, con la ayuda de un avión SIGINT, identificó el avión como un MiG-29, ya que Rodríguez realizó maniobras evasivas y dispensó paja. Underhill lanzó un AIM-7. Rodríguez, ahora a 4 millas del MiG, vio el misil pasar sobre su avión y destruir el MiG. 
Sin el conocimiento de los pilotos de F-15, otro MiG-29 había estado detrás del primero.  Mientras Rodríguez y Underhill buscaban repostar desde un petrolero, AWACS llamó al segundo MiG, a 10 millas al norte y directamente detrás de ellos. Sin embargo, el radar de Underhill identificó erróneamente el contacto como un amistoso, lo que obligó a los pilotos del F-15 a acercarse para identificarlo visualmente. Cuando el MiG hizo una serie de giros, Rodríguez voló directamente hacia el contacto, mientras que Underhill subió. Cuando Rodríguez pasó el avión, lo reconoció como un MiG-29 iraquí, y tanto él como el MiG se rompieron a la izquierda. Underhill continuó volando por encima, buscando una oportunidad para volver a participar. Rodríguez obtuvo una ligera ventaja, pero no pudo ponerse en posición para emplear sus armas. Los dos aviones descendieron a muy baja altitud, obligando al piloto del MiG a hacer un movimiento desesperado para escapar; Comenzó una maniobra de Split S, pero no pudo retirarse antes de golpear el suelo. 

#### F-15C USAF vs. Mirage F1 IRAF
A primera hora de la tarde, dos vuelos de cuatro F-15C (usando indicativos 'Rambo' y 'Conan') volando desde la Base Aérea de Incirlik, Turquía, estaban realizando un barrido de caza antes de un paquete de ataque F-16 Fighting Falcon contra objetivos en Kirkuk. Mientras avanzaban hacia el sur en una formación de muro, AWACS los alertó de dos aviones iraquíes (más tarde identificados como Mirage F1) que patrullaban al oeste de Kirkuk. Mientras los aviones iraquíes volaban hacia el oeste, los F-15 se volvieron para atacarlos. La maniobra puso al capitán David Prather y al teniente David Sveden, números 3 y 4 en vuelo 'Rambo' respectivamente, más cerca de los Mirages. Los iraquíes cambiaron de rumbo y se dirigieron hacia los F-15. Cuando se acercaron, Prather y Sveden dispararon AIM-7. El misil de Prather funcionó mal, y lo siguió con un segundo disparo desde 8 millas, luego otro desde 7 millas. El objetivo de Sveden giró hacia el norte, pero cuando Sveden se acercó a 4 millas, retrocedió hacia él. Sveden disparó un segundo AIM-7. Su primer misil detonó, arrancando la sección de la cola del Mirage y lo envió al suelo. El segundo misil golpeó el avión que caía. Aproximadamente al mismo tiempo, los misiles de Prather derribaron el segundo Mirage. Ninguno de los pilotos iraquíes se eyectó. 

### 26 de enero de 1991

#### F-15C USAF vs. MiG-23 IRAF
El 26 de enero, el presidente iraquí Saddam Hussein ordenó a varios aviones de la Fuerza Aérea iraquí volar al vecino Irán. Debido a que algunos aviones eran de muy corto alcance para llegar a Irán en un vuelo, primero tendrían que volar a otros aeródromos iraquíes más cercanos a Irán.
A media tarde, dos vuelos de cuatro MiG-23 ML del Escuadrón n.º 73 salieron de la Base Aérea de Sa'ad (H-2) hacia la Base Aérea al-Bakr. El AWACS de la USAF detectó el primer grupo de MiG y alertó al vuelo 'CITGO', cuatro F-15 liderados por el capitán Draeger, patrullando cerca de la frontera con Arabia Saudita. Estaba acompañado por Capts. Tony Schiavi, Rodríguez y Bruce Till. Los F-15 volaron para interceptar a los MiG, que volaban de este a noreste, pero no pudieron localizarlos. AWACS llamó a un segundo grupo que volaba desde H-2. Los F-15 giraron hacia el oeste hacia el segundo grupo, a unas 80 millas de ellos. Este grupo de MiG fue dirigido por el Mayor Shaker Rehan Hamood, con Capts. Karim Hassan Rahel y Amer Hassan, y un piloto no identificado, que regresó a la base con un problema mecánico. Los tres MiG restantes continuaron volando a muy baja altitud, con dos al lado y otro detrás.
Inicialmente, los pilotos de F-15 no bloquearon sus radares en los MiG, para evitar alertar a los iraquíes de su presencia. Con los F-15 acercándose a los MiG a velocidad supersónica, Draeger asignó objetivos, y cuando se habían cerrado a 18 millas, los F-15 adquirieron los MiG. Draeger disparó contra el líder, mientras que Schiavi disparó contra el remolque, y Rodríguez y Till tomaron el MiG más al sur. A unas 10 millas de los MiG, los F-15 volaron a través de una ruptura en las nubes y vieron el avión iraquí. El misil de Draeger golpeó el MiG principal, que giró, se incendió y voló una corta distancia antes de explotar y estrellarse. Los dos MiG restantes se volvieron hacia los F-15, y los misiles disparados por Schiavi y Rodríguez los destruyeron. El misil de Till pasó por los restos del último MiG. Por lo tanto, solo Draeger, Schiavi y Rodríguez recibieron asesinatos.
Supuestamente, un piloto iraquí no identificado afirmó más tarde que el capitán Hassan sobrevivió al combate y llegó a al-Bakr a salvo.

### 27 de enero de 1991

#### F-15C USAF vs. MiG-23 y Mirage F1 IRAF
A última hora de la mañana, tres MiG-23BN iraquíes y un Mirage F1 despegaron, rumbo a al-Bakr. Los AWACS de la USAF los detectaron y vectorizaron F-15 pilotados por Capts. Jay Denney y Benjamin Powell hacia ellos. El control terrestre iraquí advirtió a los MiG del peligro que se acercaba, y el avión iraquí se dividió en dos pares, uno occidental y otro oriental. Denney y Powell dispararon cada uno un AIM-7, ninguno de los cuales derribó sus objetivos previstos. Sin embargo, el misil de Denney explotó cerca del MiG, que comenzó un giro. Denney siguió con un AIM-9 que golpeó la cabina del MiG. Powell cayó detrás de la pareja occidental de vuelo extremadamente bajo, y disparó dos AIM-7, derribando el Mirage y un MiG. Denney se acercó a unos 8.000 pies detrás del último MiG, y lo derribó con un AIM-9. 

### 28 de enero de 1991

#### F-15C USAF vs. MiG-23 IRAF
Un vuelo de F-15C del 32º TFS se estaba apoderando de la patrulla que bloqueaba los vuelos a Irán cuando dos MiG-23 iraquíes intentaron huir en dirección a la frontera. Inicialmente, los pilotos de F-15 creían que los MiG estaban uno al lado del otro, dirigiéndose hacia el sur; En realidad, uno estaba detrás del otro. Como resultado, los pilotos de F-15 esperaron demasiado tiempo para girar, y terminaron detrás de los MiG en lugar de cortarlos. Uno de los pilotos de F-15, el capitán Donald Watrous, arrojó sus tanques de caída por encima de la velocidad máxima recomendada para hacerlo, y sufrió daños en ambas alas, aunque no se dio cuenta en ese momento. Watrous luego se posicionó para derribar uno de los MiG. Tres de sus AIM-7 no se encendieron, pero el cuarto derribó el MiG. 

### 29 de enero de 1991

#### F-15C USAF vs. MiG-23 IRAF
El capitán de la USAF David Rose derribó un MiG-23 iraquí con un AIM-7. 

### 30 de enero de 1991

#### F-15C USAF vs. MiG-25 IRAF
Dos MiG-25PPS se enfrentaron a cuatro F-15C en la batalla aérea de Samurra. El capitán Qassim Ar Sammarai pilotando un MiG-25 disparó un misil R-40 que, según la USAF, dañó el motor izquierdo de un F-15C. Según IQAF, este avión se estrelló en Arabia Saudita después de que los contrabandistas beduinos encontraran los restos cerca del sitio donde los radares iraquíes perdieron la pista del F-15C dañado, pero la USAF desacredita estas afirmaciones. 

### 2 de febrero de 1991

#### F-15C USAF vs. IL-76 IRAF
El 2 de febrero, el capitán Greg Masters dirigió un grupo de F-15 que patrullaban entre Kirkuk y la frontera iraní, antes de un paquete de ataque F-16. Uno de los hombres de ala de Masters detectó un avión volando a 4.000 pies, y los F-15 lo persiguieron. Masters lanzó un AIM-7 desde unas pocas millas detrás del avión. Debido a la cubierta de nubes, ni él ni sus compañeros observaron ninguna explosión, pero el contacto desapareció del radar. Este relato fue obtenido de una entrada del diario de Masters. En el momento en que escribió la entrada, el asesinato no estaba confirmado. Otras fuentes acreditan a Masters por haber derribado un Il-76 iraquí. 

### 6 de febrero de 1991

#### F-15C USAF vs. MiG-21 y Su-25 de la IRAF
Cuatro F-15 patrullaban cerca de la frontera iraní cuando AWACS los alertó de la presencia de aviones iraquíes volando a baja altura hacia Irán. Mientras dos de los F-15 se reabastecían de combustible, el capitán Thomas Dietz y el teniente Bob Hehemann se enfrentaron a los cuatro aviones iraquíes, que consistían en dos Su-25 y dos MiG-21. Buceando en los MiGs, Dietz disparó un AIM-7, pero falló. Luego maniobró detrás de ellos y los derribó con AIM-9, mientras que Hehemann derribó los Su-25, también con AIM-9. Los cuatro aviones iraquíes fueron derribados en el lapso de unos pocos segundos. 

#### A-10A USAF vs. Bo-105 IRAF
Un avión de ataque a tierra A-10 Thunderbolt II de la USAF, pilotado por el capitán Robert Swain derriba un helicóptero Bo-105 iraquí utilizando su cañón GAU-8 de 30 mm. Swain disparó aproximadamente 75 rondas con su cañón en su primer pase. Luego disparó aproximadamente 300 rondas en su segundo pase, causando que el helicóptero explotara. Es la primera victoria aire-aire registrada por un A-10. Le valió a Swain y su avión el apodo de "Chopper Popper".  El avión está ahora en exhibición en la Academia de la Fuerza Aérea de los Estados Unidos en Colorado Springs, Colorado. 

### 7 de febrero de 1991

#### F-14 USN vs. Mi-8 IRAF
Un F-14 Tomcat de la Marina de los Estados Unidos derriba un helicóptero IQAF Mi-8 con un misil AIM-9. Es el último F-14 aire-aire de la Marina de los Estados Unidos. 

#### F-15C USAF vs. Su-22 y Su-7 IRAF
Dos F-15C de la USAF derriban dos IQAF Su-22 y un Su-7 mientras intentan huir de Irak. Todos con misiles AIM-7. 

#### F-15C USAF vs. Mil-24 IRAF
El piloto del F-15, el mayor Randy May, afirmó haber derribado un Mi-24 Hind iraquí, utilizando dos AIM-7 disparados desde más de 10 millas de distancia. El compañero de May dio fe de haber visto caer el helicóptero. Sin embargo, otros han puesto en duda la afirmación de May, diciendo que disparó a través de la cubierta de nubes, y que ni May ni su compañero pudieron ver a qué disparó. No se ha encontrado ninguna otra evidencia para fundamentar la afirmación de May. Hay rumores de que un misil puede haber golpeado un automóvil mientras conducía por una carretera debajo. 

#### F-15C USAF vs. helicópteros IRAF
Pilotos de F-15 de la USAF Capts. Steve Dingy y Mark McKenzie derribaron un helicóptero iraquí desconocido (posiblemente un Mi-8, Aerospatiale Puma o Sikorsky S-61), utilizando AIM-7. Era imposible determinar qué misil impactó primero en el helo, por lo que los pilotos compartieron el crédito por la muerte. 

### 11 de febrero de 1991

#### Dassault Mirage F1 IRAF vs. EF-111 USAF
Un Dassault Mirage F-1EQ iraquí pilotado por el capitán Nafie Al-Jubouri interceptó a un EF-111 de la USAF pilotado por el capitán Douglas Bradt con su oficial de guerra electrónica el capitán Paul Eichenlaub. El EF-111 se estrelló contra el suelo mientras ejecutaba maniobras para evitar un misil disparado contra ellos por Al-Jubouri.

### 14 de febrero de 1991

#### F-15E USAF vs. Hughes 500 IRAF
Un caza/bombardero F-15E Strike Eagle lanzó una bomba guiada por láser sobre un helicóptero Hughes 500 en el aire. El helicóptero estaba en tierra inicialmente cargando comandos, aunque despegó. Incluso despegando, dejaron el láser en él y la bomba lo alcanzó cuando se encontraba a "unos 200 pies" en el aire. Un equipo de fuerzas especiales en tierra fue testigo del evento.

### 15 de febrero de 1991

#### A-10A USAF vs. Mi-8 IRAF
Un avión de ataque terrestre A-10A derribó un helicóptero iraquí Mi-8 con su cañón GAU-8 de 30 mm.

## Periodo posterior a la Guerra del golfo
Artículo principal: Operación Southern Watch

### 20 de marzo de 1991

#### F-15C USAF vs. Su-22 IRAF
De acuerdo con el alto el fuego, un F-15C derriba a un bombardero Su-22 iraquí con un misil AIM-9.

### 27 de diciembre de 1992

#### F-16 USAF vs. MiG-25 IRAF
Un MiG-25PD cruzó la zona de exclusión aérea y un F-16D lo derribó con un misil AIM-120 AMRAAM. Es la primera victoria con un AIM-120, y también la primera victoria de los F-16 de la USAF.

### 17 de enero de 1993

#### F-16 USAF vs. MiG-23 IRAF
Un F-16C de la USAF derribó un MiG-23 cuando el MiG blocó con su radar al F-16.

#### F-16 USAF vs. Su-22 IRAF
Dos Su-22 "Fitter" de la IRIAF abrieron fuego contra dos F-16 de la USAF en protesta por las zonas de exclusión aérea. Ningún avión resultó alcanzado en el combate.

### Década de 1990
Véase también: McDonnell Douglas F-15E Strike Eagle
Después de la Tormenta del Desierto, se establecieron dos zonas de exclusión aérea sobre Irak, que fueron ejecutadas habitualmente por aviones de Estados Unidos y el Reino Unido. En un incidente, un F-15E observó un ataque a más de 600 refugiados kurdos por helicópteros iraquíes en Chamchamal, en el norte de Irak. Como no se les permitió abrir fuego, los F-15E en cambio realizaron varias pasadas a alta velocidad lo más cerca posible de los helicópteros iraquíes para crear una fuerte turbulencia con su estela, mientras apuntaban los láseres a las cabinas del helicóptero para intentar cegar a sus tripulaciones; Esto causó el choque de un Hind. Posteriormente, el mando de la USAF ordenó a los F-15E que no volaran a menos de 10,000 pies (3,000 m) para impedir una repetición.

### 5 de enero de 1999

#### F-15C USAF y F-14D USN vs MiG-25. IRAF
Un grupo de cuatro MiG-25 iraquíes cruzó las zonas de exclusión aérea y provocó un combate aéreo con dos F-15C patrullando y dos F-14D patrullando. Un total de seis misiles fueron disparados contra los MiGs, ninguno de los cuales los alcanzó. Los MiG luego se molestaron.

### 9 de septiembre de 1999

#### F-14 USN vs MiG-23 IRAF
Un MiG-23 en solitario cruzó la zona de exclusión aérea rumbo a un F-14. El Tomcat disparó un AIM-54 Phoenix contra el MiG, pero falló y el MiG se dirigió hacia el norte.

### 23 de diciembre de 2002

#### RQ-1 Depredador USAF vs. MiG-25 IRAF
En la que fue la última victoria aérea para la Fuerza Aérea Iraquí antes de la Operación Libertad Iraquí, un MiG-25PD iraquí destruyó un vehículo aéreo no tripulado RQ-1 Depredador estadounidense después de que el avión teledirigido abriera fuego contra el avión iraquí con un misil Stinger.